# Callapa
Callapa è un comune (municipio in spagnolo) della Bolivia nella provincia di Pacajes (dipartimento di La Paz) con 8.924 abitanti (dato 2010).

## Cantoni
Il comune è suddiviso in 5 cantoni (popolazione al 2001):
- Callapa - 3.781 abitanti
- Calteca - 1.195 abitanti
- Romero Pampa - 1.343 abitanti
- San Francisco de Yaribay - 619 abitanti
- Villa Puchuni - 1.053 abitanti